# Vogelhof (Erbstetten (Ehingen))
Der Vogelhof (Erbstetten (Ehingen)) ab 1921 und die Hellauf-Schule ab 1925 waren eine völkische Siedlungskommune bzw. ein Landschulheim bei Hayingen im Süden der Schwäbischen Alb, die von 1921 bis 1938, als der NS-Staat die Schule schloss, existierten. Die Landwirtschaft wurde noch länger betrieben.
Der Stuttgarter Lehrer Friedrich Schöll sammelte vor 1914 eine Gruppe von Antialkoholikern, Deutsch-Völkischen und Deutsch-Christlichen um seine Zeitschrift „Hellauf“. Er hatte Kontakt zu Karl Strünckmann und Alfred Daniel, um in einer geplanten Siedlung eine „arisch-christliche Lebensgemeinschaft“ zu errichten. Dazu stießen kriegsversehrte Anhänger des Wandervogels, darunter Matts Schwender, und andere Lebensreformer. Auch Ideen des nationalen Sozialismus sowie die Paul de Lagardes eines „arteigenen Christentums“ spielten eine Rolle.
Nach der Revolution 1918 wurde 1920 eine GmbH „Siedlung Hellauf“ gegründet, die 1921 den Vogelhof erwarb. Betrieben wurden Landwirtschaft, Gärtnerei und Obstanbau, wofür allerdings kaum Absatzmöglichkeiten bestanden. Auf dem Vogelhof trugen die Bewohner die schlichte und bequeme Reformkleidung und ackerten auf einem kargen Boden. Alkohol und Nikotin waren verpönt, die vegetarische Lebensweise üblich. Auch herrschte im Sommer die nudistische Lebensform vor. Statt auf dem kirchlichen Friedhof fanden Bestattungen unter Megalithblöcken in der freien Natur statt. 1924 gab es heftigen Streit um die richtige Eheform, weshalb der Anhänger der Mittgard-Mehrehe Hans Reichart wegging (vgl. Donnershag-Siedlung von Ernst Hunkel). Nach der Lehre des Lebensreformers Werner Zimmermann sollte aber Partnerwechsel leicht möglich sein.
Schöll gründete nach seiner Pensionierung 1925 ein ertragreicheres Landerziehungsheim, in das aber keine „Fremdblütigen“ aufgenommen wurden, womit der Antisemitismus deutlich gemacht wurde. Der Unterricht fand unter harten Bedingungen statt, nur von November bis Januar im Gebäude. Die Schüler mussten schwere Landarbeit mit verrichten, um die „Schlacken der Großstadt“ abzustreifen. Einmal jährlich rief Schöll eine „Arbeitsgemeinschaft für die geistigen Grundlagen der der deutschen Zukunft“ ein, die den Vogelhof zum Zentrum völkischer Siedlung in der Weimarer Zeit machten.
Nach der Schließung 1938 durch die Stuttgarter NS-Landesregierung von Württemberg gab es nach 1945 verschiedene Versuche neuer Aktivitäten und Bewohnung.
Von 1956 bis 2019 bestand in drei Gebäuden ein Schullandheim. In dem etwas abseits 1922 gebauten Haus befindet sich seit 1992 das Freizeitheim Schlössle der Evangelischen Christusgemeinde Ulm-Söflingen, verwaltet vom „Evangelisches Freizeitheim Schlößle e. V.“. Weitere Gebäude werden privat genutzt.